# Ото V фон Хоя (граф)
Ото V (III) фон Хоя (на немски: Otto V (III) von Hoya; * ок. 1410; † сл. 1455) e граф на „долното графство“ Хоя (1428 – 1451).
Toy е най-възрастният син на граф Ото III фон Хоя († 1428) и втората му съпруга Матилда/Мехтхилд фон Брауншвайг-Люнебург († 1433), дъщеря на херцог Магнус II фон Брауншвайг-Люнебург и принцеса Катарина фон Анхалт-Бернбург. По-малките му братя са Фридрих († 1435), домхер в Бремен, и Герхард III, от 1442 до 1463 г. архиепископ на Бремен.
Ото последва баща си като граф.

## Фамилия
Ото V се жени за графиня Аделхайд фон Ритберг († 25 декември 1459), дъщеря на граф Конрад IV фон Ритберг († 1431) и първата му съпруга Беатрикс фон Бронкхорст. Те имат децата:
- Ото VI (ок. 1440; † 21 декември 1494 или 1497), граф на Хоя, женен пр. 24 септември 1470 г. за Анна фон Липе († сл. 27 декември 1533), дъщеря на Бернхард VII фон Липе († 1511)
- Фридрих († 6 януари/22 февруари 1503), граф на Хоя, домхер в Бремен, приор в Бюкен (1458)
- Катарина (* ок. 1430; † 1465), омъжена на 22 февруари 1458 г. за граф Мориц V (IV) фон Олденбург-Делменхорст (1428 – 1464)
- Ирмгард (Ерменгард) фон Хоя (* 23 ноември 1414; † сл. 5 октомври 1481), омъжена пр. 17 юни 1461 г. за граф Адолф X (XII) фон Шаумбург (1419 – 1474)
- Мехтилд († 27 август 1467/26 декември 1469), дяконка в Херфорд (1450 – 1451), абатиса на манастир Вунсторф (1452 – 1467)